# ندلیتس
ندلیتس (به آلمانی: Nedlitz) یک منطقهٔ مسکونی در آلمان است که در تسبرست واقع شده‌است. ندلیتس  ۶۷۰ نفر جمعیت دارد.